# Myllyjärvi (sjö i Padasjoki, Päijänne-Tavastland)
Myllyjärvi är en sjö i kommunen Padasjoki i landskapet Päijänne-Tavastland i Finland. Sjön ligger 108 meter över havet. Arean är 1,74 kvadratkilometer och strandlinjen är 14,36 kilometer lång. Sjön  ingår i Kymmene älvs huvudavrinningsområde.   Den ligger omkring 52 km nordväst om Lahtis och omkring 130 km norr om Helsingfors. 
I sjön finns öarna Isosaari, Takkusaaret och Rajasaari. 
Myllyjärvi ligger väster om sjön Miestämä.